# 2047 Smetana
A 2047 Smetana (ideiglenes jelöléssel 1971 UA1) egy kisbolygó a Naprendszerben. Luboš Kohoutek fedezte fel 1971. október 26-án.